# Ancylopus pictus indianus
Ancylopus pictus indianus es una subespecie de coleóptero de la familia Endomychidae.

## Distribución geográfica
Habita en la India.